# Parahelops kuscheli
Parahelops kuscheli es una especie de coleóptero de la familia Perimylopidae.

## Distribución geográfica
Habita en la Región de Magallanes y de la Antártica Chilena.